# تئودور کسلاف
تئودور کسلاف (انگلیسی: Theodore Kosloff؛ ‏ ۲۲ ژانویهٔ ۱۸۸۲ – ۲۲ نوامبر ۱۹۵۶) رقاص باله، رقص‌پرداز و بازیگر تئاتر و سینما اهل ایالات متحده آمریکا بود.
از فیلم‌ها یا برنامه‌های تلویزیونی که وی در آن نقش داشته‌است، می‌توان به دیکتاتور، در صحنه، شاهنشاه، و دنده آدام اشاره کرد.